# Géza Varasdi
Géza Varasdi (Budapest, 6 febbraio 1928 – Point Lonsdale, 4 maggio 2022) è stato un velocista ungherese.

## Palmarès

### Olimpiadi
- Bronzo a Helsinki 1952 nella staffetta 4×100 metri.

### Europei
- Oro a Berna 1954 nella staffetta 4×100 metri.